# Madatschkopf
Le Madatschkopf est une montagne qui s’élève à 2 778 m d’altitude dans les Alpes de l'Ötztal, en Autriche.